# Universitat Camilo José Cela
La Universitat Camilo José Cela (UCJC) és una universitat privada, de la Institució Educativa SEK, amb seu a Villanueva de la Canyada, Comunitat de Madrid (Espanya). Va ser fundada l'any 2000.

## Facultats
Té tres facultats:
- Facultat de Comunicació i Humanitats
- Facultat d'Educació i Salut
- Facultat de Tecnologia i Ciència

## Centres adscrits
- ESNE
- O-TAD Centro Universitario de Tecnología y Arte Digital
- Cela Open Institute

## Campus

### Campus central (Villafranca)
Situat sobre una extensió de 100.000 m², el campus Madrid-Villafranca es troba en Villafranca del Castillo i disposa de diversos edificis que alberguen les seves tres facultats, Presidència, Rectorat, Centre d'Alumnes, dos aularis, biblioteca i sales d'estudi, Mitjana Lab, dues residències i el Restaurant "El Tobogán", a més de les instal·lacions del UCJC Sports Club.
Concebut per al desenvolupament d'una experiència de vida de campus, compta amb un espai modern obert de treball per a professors i alumnes, Open Space, ideat per afavorir el diàleg, la interacció i l'aprenentatge actiu i conjunt.
El Laboratori de Comunicació, MediaLab, dotat de tecnologia, equips i instal·lacions d'última generació, constitueix, des d'un enfocament pràctic i multidisciplinari, un dels màxims exponents del model convergent entre disciplines d'aquesta Universitat.
La Universitat compta amb una biblioteca amb uns 30.000 volums, a més d'altres col·leccions en diferents suports com ara CD-ROM, DVD, vídeos, microformes i 278 títols de publicacions periòdiques.
El campus de Madrid-Villafranca disposa de dues residències universitàries, que sumen més de 130 places distribuïdes en habitacions dobles i individuals.

### Campus urbà (Almagro)

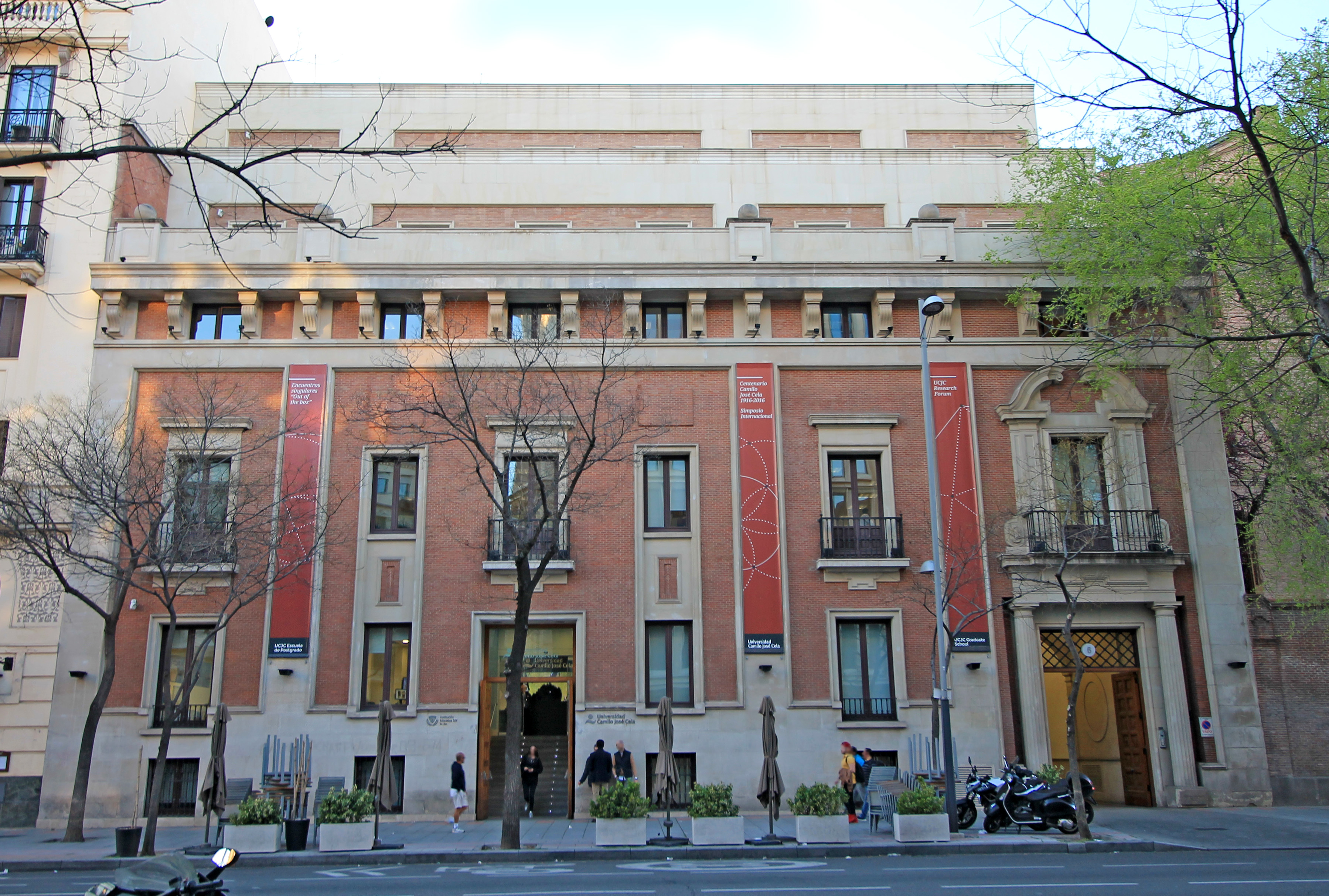
Seu de l'Escola de Postgrau, a Madrid.

Al campus del Carrer d'Almagro se situa l'Escola de Postgrau. Es tratcta d'un palauet aixecat el 1931 per l'arquitecte Luis Lacasa Navarro És, des del curs acadèmic 2016-2017, el campus urbà de la Universitat Camilo José Cela, concebuda en el marc d'un nou model educatiu que connecta els estudis de Grau i de Postgrau. L'edifici, amb més de 3.500 m² i amb una localització cèntrica, se situa molt proper al node socioeconòmic, empresarial i cultural de Madrid.

## Doctorshonoris causa
Entre les personalitats que la Universitat Camilo José Cela ha investit doctor honoris causa destaquen Juan Antonio Samaranch (2002), Antonio Lamela (2007), Santiago Calatrava (2009), Nicholas Negroponte (2010), Bernardo Hernández (2010), Howard Gardner (2011), Joseph Renzulli (2011), Kim Jung Haengn (2012), Steve G. Wozniak (2013), Juan Manuel Santos (2014) i Anthony Lake (2015).